# Eventbrite
Eventbrite est une entreprise de gestion d'événements et de billetterie en ligne, créée en 2006 et localisée aux États-Unis. 
Le service permet aux utilisateurs de rechercher, créer et promouvoir des événements locaux. Le service facture des frais aux organisateurs d'événements en échange de services de billetterie en ligne, sauf si l'événement est gratuit.
Eventbrite ouvre son premier bureau international au Royaume-Uni en 2012. L'entreprise a des bureaux locaux à Nashville, Londres, Cork, Amsterdam, Dublin, Berlin, Melbourne, Mendoza, Madrid et São Paulo.

## Historique

### Débuts de l'entreprise
Eventbrite est créée en 2006 à San Francisco. Fondée par Kevin Hartz (cofondateur et président exécutif), Julia Hartz (cofondatrice et PDG) et Renaud Visage (cofondateur et directeur technique), elle est le premier acteur majeur de ce marché aux États-Unis. 
Avant la création de l'entreprise, Kevin Hartz est un ancien employé de PayPal (membre de la mafia PayPal) et cofonde et PDG de Xoom Corporation, une société internationale de transfert d'argent[réf. nécessaire].
En 2012, Eventbrite ouvre son premier bureau international au Royaume-Uni. L'entreprise implante ensuite des bureaux locaux à Nashville, Londres, Cork, Amsterdam, Dublin, Berlin, Melbourne, Mendoza, Madrid et São Paulo.
Le 23 août 2018, la société dépose une demande d'introduction en bourse de 200 millions de dollars. La société entre finalement à la Bourse de New York le 20 septembre 2018 sous le code boursier EB.

### Croissance de l'entreprise et rachats
En 2016, Julia Hartz devient PDG d'Eventbrite, tandis que Kevin prend le rôle de président exécutif.
En mars 2017, Eventbrite rachète la start-up de technologie événementielle Nvite, basée à Washington, pour une somme tenue secrète. Le 9 juin 2017, Eventbrite achète Ticketfly à Pandora pour 200 millions de dollars. L'acquisition vise à renforcer la position d'Eventbrite sur le marché de la musique en live, mais selon certains observateurs, les dirigeants ont encore du mal à intégrer l'activité de Ticketfly à celle de leur entreprise jusqu'en 2019.
En avril 2018, Eventbrite rachète le service de billetterie espagnol Ticketea, afin de posséder sa plate-forme de découverte d'événements et son « écosystème robuste d'intégrations tierces », qu'elle juge avantageux. Plus tard ce mois-là, Eventbrite fait l'objet de critiques concernant une mise à jour de l'accord de ses marchands, qui spécifie que le service a le droit d'assister et d'enregistrer des images de tout aspect d'un événement dans n'importe quel but, et que les organisateurs de l'événement sont « responsables d'obtenir, à [leurs] frais, toutes les autorisations, autorisations et licences de tiers nécessaires pour garantir à Eventbrite les autorisations et droits [pour ce faire] ». À la suite de la réaction du public, Eventbrite choisit de supprimer complètement le passage. La société déclare qu'elle souhaite la possibilité de « travailler avec des organisateurs individuels pour obtenir des vidéos et des photos lors de leurs événements à des fins de marketing et de promotion », mais admet que les clauses sont trop larges.
En août 2018, Picatic, une plateforme de billetterie et d'enregistrement d'événements basée à Vancouver, est elle aussi rachetée par Eventbrite.
En avril 2020, lors de la pandémie de Covid-19, en raison de la baisse drastique des événements physiques, Eventbrite licencie environ 45 % de ses employés, qui sont alors au nombre de 1 000 à 1 100. Les événements en ligne représenteraient moins de 10 % des revenus de l'entreprise en 2019.

## Financement
Le 18 mars 2011, Eventbrite lève 50 millions de dollars en financement de série E dirigé par Tiger Global. Le 22 avril 2013, Eventbrite lève à nouveau de l'argent, une somme de 60 millions de dollars supplémentaires en financement de capital de croissance, dirigé par Tiger Global et incluant T. Rowe Price. Le 13 mars 2014, Eventbrite met en place une nouvelle levée de capital-investissement de 60 millions de dollars, et le 1er septembre 2017, la société lève 134 millions de dollars dans un tour de financement de série G. Cela porte leur capital total à 334 millions de dollars. Les financements précédents impliquent des entreprises telles que Sequoia Capital, DAG Ventures et Tenaya Capital.
Le principal actionnaire de la société est Tiger Global Management, Sequoia Capital et les Hartz détenant également des actions importantes.

## Satisfaction des clients
La note de Trustpilot pour le Royaume-Uni n'est que de 1,7, ce qui révèle un niveau élevé d'insatisfaction des clients, et il existe de nombreuses allégations de mauvaises pratiques commerciales.